# Návay Lajos-szobor

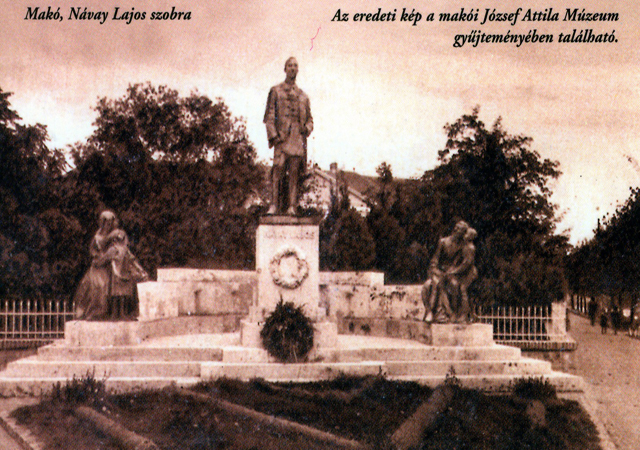
Az eredeti szobor

Návay Lajos makói szobrának ma már csak a mellékalakjai állnak. Az alkotás a Városháza előtti parkban, a Széchenyi téren található.
Az 1870–ben született Návay Lajos liberális politikus volt, Eötvös József unokája. 1911-től a képviselőház elnökeként tevékenykedett, 1919-ben a proletárdiktatúra idején terroristák gyilkolták meg.

## Az eredeti szoborállítás előkészületei
Az az elképzelés, hogy Návay Lajosnak szobor emeljenek, közvetlenül a proletárdiktatúra bukása után megszületett. A trianoni békeszerződés azonban óriási gazdasági károkat és társadalmi válságot okozott, amelyet orvosolni kellett. Forrás hiányában, ezért elnapolták a szoborállítást.
1925-re rendeződött a pénzügyi helyzet. Az 1925. október 25-i megyei törvényhatósági bizottság rendes közgyűlésén létrehozták a Návay Lajos Szoborbizottságot. A bizottság első ülését 1926. január 14-én tartották. Az ülést Tarnay Ivor Csanád vármegyei alispán vezette. A bizottság elfogadta Antalffy Lajos indítványát, amely szerint a bizottság kérje a Belügyminisztériumot, hogy engedélyezze egyéves gyűjtés indítását a szoboralap számára, valamint emlékbélyeg kibocsátását 5000 korona értékben. A szoboralap támogatása érdekében Vertán Endre főjegyző javasolta, hogy a vármegye községeiben rendezzenek "magasabb színvonalú műsoros estéket". Az alakuló ülés zárásaként Tarnay Ivor bejelentette, hogy tízmillió korona gyűlt össze.
A bizottság következő ülése 1927. november 12-én volt, ahol bejelentették hogy a Belügyminisztérium elutasította az emlékbélyeg kibocsátást, de az egyéves országos gyűjtést engedélyezte. Az országos gyűjtés sikeres volt. A legnagyobb segítséget a Magyar Országgyűlés alsó- és felsőházának ötvenezer pengős felajánlása jelentette. Az 1929–1933 közötti gazdasági válság ismét eltolta a szobor felállítását.
Csanád vármegye gazdasági helyzete 1933-ra rendeződött, így a szoborbizottság ülését Návay Lajos halálának 11. évfordulójára, 1933. április 29-ére hívták össze. Tarnay Ivor elmondta, hogy összegyűlt a kellő pénzösszeg.
A következő napokban 17 pályamű érkezett. Az október 19-én megjelent Makói Friss Újság beszámolt az eseményről, és bemutatta a gipszmintákat. A zsűri szerint a beküldött tervek nem voltak tökéletesek, mindegyik volt némi hiba. Új pályázatot hirdettek, amelynek eredménye, hogy új szoborkiállítás volt a makói vármegyeházában. A zsűrielnök bejelentette, hogy Pásztor János munkája a legjobb, de Szentgyörgyi István és Horvay János munkái is alkalmasak a kivitelezésre. A bizottság végül Szentgyörgyi István munkája mellett döntött.

## A szobor megalkotása
A bizottság már a következő ülésen, március 10-én döntött a szobor finanszírozásáról. Első lépésként nyolcezer pengőt kapott Szentgyörgyi István, aki kérte, hogy a korábbi döntés ellenére mégis a díszmagyaros szobrot készíthesse el, mert az – véleménye szerint – ünnepélyesebb és monumentalitást sugároz. Júliusban már a nagyméretű gipszminta is kész lett. A további munkák elvégzésére hétezer pengőt kapott a szobrászművész, és Seenger Bélát bízták meg az alapozási munkákkal.
A szobor a tervezetthez képest hamarabb elkészült, így már 1934. októberében Makóra került, ahol a készülő talapzat előtt helyezték el. 1934. november 17-én, a szoborbizottság ülésén az elhunyt Vertán Endre helyére Hervay István választották alelnöknek. Seenger Béla elmondta, hogy a munkálatok a tervezettnél lassabban haladnak, ezért a szoboravatást 1935-re kellene halasztani. A bizottság 1935 áprilisát jelölte ki.
1934-ben úgy tervezték, hogy Návay Lajos halálának 16. évfordulójára, április 29-én avatják fel az emlékművet. Végül szeptemberben volt a szoboravató.

## A Návay-emlékmű felavatása
Szentgyörgyi István alkotta 1934-ben az emlékművet, amit a köztiszteletben álló alispán, Tarnay Ivor avatott fel 1935. szeptember 22-én. Az eseményen Preszly Elemér államtitkár képviselte a kormányt. A szobor díszítése Urbán János gazdasági tanácsos és főkertész érdeme volt.
Tarnay Ivor beszédében kiemelte, hogy: "Návay Lajos szobra ércbe öntött tanítás, történeti útmutatás és vigasz, hogy az áldozatos hazaszeretet, az erkölcsi törvényességbe és művelődésbe áteszmélyült magyar érzés, a faji és vallási különbségek fölé emelkedő testvériesség ki fog szabadítani bennünket Trianon poklából."
Bajza Gaál Ferenc Sóhajtás című énekes után Nikelszky Jenő, Makó polgármestere átvette a szobrot. Beszédében a hat évvel ezelőtti hősi emlékmű avatásáról is megemlékezett. Véleménye szerint az első világháborús hősi emlékmű mondanivalója: "Ne bántsd a magyart!", ezzel szemben a Návay-szoboré a következő: "Magyar, ne bántsd a magyart!". Az ünnepség végén elhangzott a Himnusz, majd a talapzaton 88 koszorút helyeztek el.
Az avatás utáni bankettre 244 vendéget vártak a Koronába. A rendezvénysorozat a maki Hollósy Kornélia Színházban tartott hangversennyel ért véget.

## A szobor jellemzése, értelmezése
A szakértők szerint a makói Návay-emlékmű Szentgyörgyi István (1881–1938) szobrászművész legszebb alkotása.
A szobor stílusát tekintve neoklasszicista, hiszen az emlékművet a mértéktartás és a formai szépség jellemezte. Návay alakján a nyugodt, kiegyensúlyozott harmónia érvényesült. Szentgyörgyi István nagy figyelmet fordított a fő- és mellékalakok fejeinek megformálására. Féja Géza író szerint a liberális Návay demokratikus szelleme és közéleti tisztasága miatt megérdemelte a szobrot, de ez a szobor nem Návay szellemét fejezi ki. A szobor nem a Návay munkája nyomán megvalósult tiszta közéletet szimbolizálta, hanem a győzhetetlen, örök vármegye világképét. Peckesen áll a szegény, igaztalanul halálba küldött politikus, előtte alázatos parasztok hajlonganak, hódolnak és szórják lábai elé a dézsmát, amelyre ő sohasem tartott igényt.
A történelem viharait csak a női és férfi mellékalakok élték túl. Az egyiken egy anya látható lányával, utóbbi kezében beszolgáltatásra váró dézsma. A másik egy apát jelenít meg fiával. Mindannyian alázatosan tekintenek föl a Csanád vármegyei politikusra.

## A szobor elbontása és a szobor részeinek sorsa

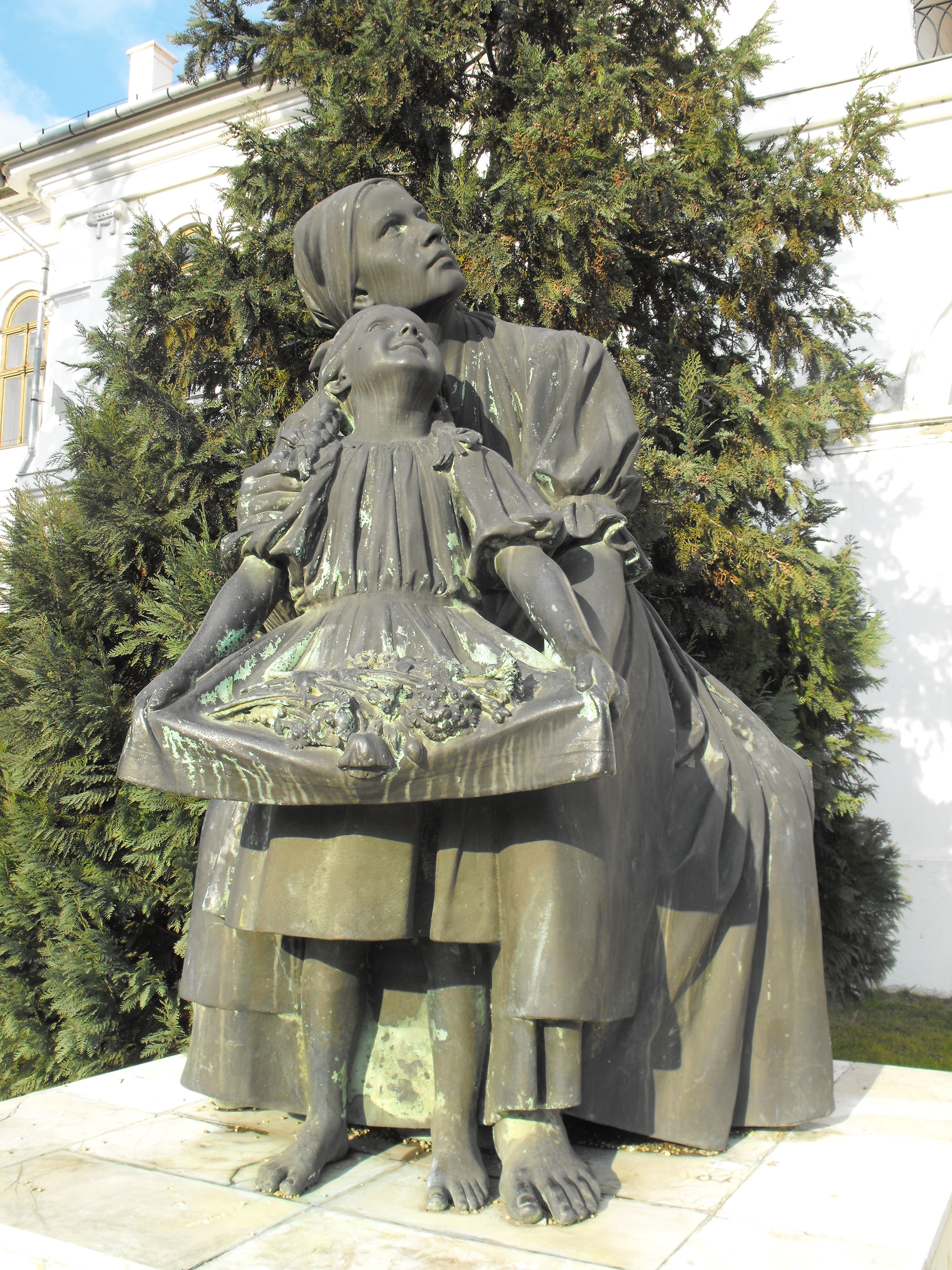
A női mellékalak

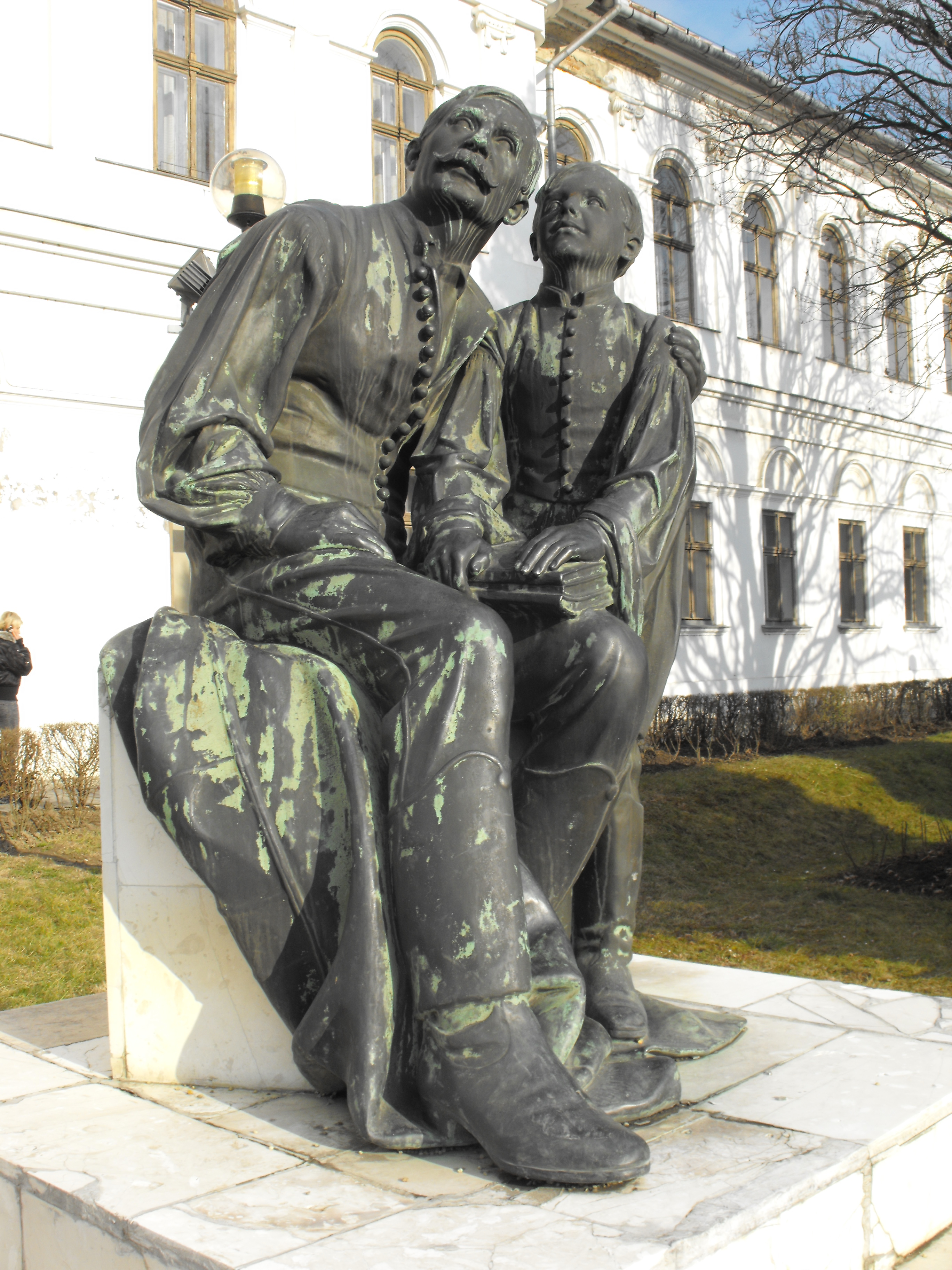
A férfi mellékalak

1945 után a Návay-kultusz ellenkező végletekbe csapott át. Návay nevét kiejteni sem volt szabad, nemhogy megemlékezni róla. 1945. március 22-én a Csanád megyei Nemzeti Bizottság határozatával felszólította Makó város polgármesterét (Könyves-Kolonics József), hogy gondoskodjon Návay Lajos szobrának eltávolításáról.
A polgármester utasította Istók Zoltán városi főmérnököt a fő- és mellékalakok leszereléséről és elraktározásáról. A szobrok egyik napról a másikra tűntek el a város főteréről. A – makóiak szerint – a főalak hosszú évekig a járási tanács raktárában porosodott, majd abból öntötték ki a felállított szovjet hősi emlékmű bronz szobrát. Ez csak városi legenda.
Makó képviselő-testülete 1948. márciusában tárgyalta a Návay-szobor talapzatának ügyét. 1949-ben a talapzatot is elbontották, anyagát a Petőfi parkban lévő Petőfi-szobor talapzataként újrahasznosították.
Kiss Imre Makó polgármestere javasolta, hogy a szobor helyén játszóteret építsenek. A polgármester ötletét nem fogadták el, a Návay-szobor helyére még abban az évben Kallós Ede – korábban a gimnázium előtti téren álló – Kossuth Lajos szobra került.
A mellékalakok a budatétényi Gyümölcs- és Dísznövény-termesztési Kutató-Fejlesztő Vállalat rózsakertjébe kerültek.

## A szobor visszaállítása
A mellékalakokat Fodor László, a Makói Városvédő Egyesület elnöke fedezte fel a budatétényi rózsakertben. Ezt követően megszervezték a hazaszállítás lépéseit.
1987-ben a népfront és a múzeum szervezésében Nagy István megyei népfront elnök, Gyarmati András makói népfront titkár, Fodor László és Tóth Ferenc részvételével küldöttség kereste fel a budatétényi Dísznövény és Kertészeti Kutatóintézetet. Vezetőjétől, Molnár Béla főigazgatótól visszakapta Makó a műalkotásokat.
Az Országos Műemléki Felügyelőség javaslatára a városháza előtti parkban – az eredeti helyétől kb. 50 méterre – állították fel a mellékalakokat.
Makó Város Önkormányzati Képviselő-testülete 2004. december 15-i ülésén elfogadta a 2004–2007 közötti szoborkoncepciót. Kétféle változatot tárgyaltak. Felmerült Návay megörökítése bronz portrészobor formájában, vagy az eredeti kompozíció rekonstrukciója, restaurálása, és a róla elnevezett téren való felállítása.
2015. februárjában a Képviselő-testület a 2015-ös évet Návay Lajos Emlékévvé nyilvánította. Az emlékév keretében tudományos konferenciákat, előadásokat, vetélkedőket szerveztek. Makóra látogattak a Návay-család leszármazottai. 2016. október 28-án felavatták az új Návay szobrot, Kövér László, az Országgyűlés elnökének részvételével. Az eseményen Lázár János országgyűlési képviselő és Farkas Éva Erzsébet polgármester mondott beszédet. Szentgyörgyi István alkotását Kiss Jenő Ferenc és Győrfi Lajos szobrász alkotta meg a művet, az eredeti mintájára. A beruházás költségeihez a kormány 70 millió forinttal, a Miniszterelnökség pedig további 30 millió forinttal járult hozzá, a fennmaradó 7 millió 950 ezer forintot pedig a város költségvetéséből biztosították. Az újbóli felállítás helybeli civilek ötlete volt. A mellékalakokat is restaurálták, és a Návay szobor mellé helyezték őket.